# 邁赫迪·塔雷米
邁赫迪·塔雷米（波斯語：‌مهدی طارمی；1992年7月18日—），是一名伊朗职业足球运动员，司职前锋。现效力于意甲球队国际米兰，他也代表伊朗国家足球队。

## 荣誉
柏斯波利斯
- 伊朗职业足球联赛冠军：2016–17
- 伊朗超级杯冠军：2017

加拉法
- 卡塔爾星盃冠军：2018–19

波尔图
- 葡萄牙足球超级联赛冠军：2021–22
- 葡萄牙杯冠军：2021–22、2022–23、2023–24
- 葡萄牙聯賽盃冠軍：2022–23
- 葡萄牙超级杯冠军：2020、2022

伊朗國家隊
- 中亞國家盃冠軍：2023